# Явлинский, Григорий Алексеевич
Григо́рий Алексе́евич Явли́нский (род. 10 апреля 1952, Львов, Украинская ССР, СССР) — советский и российский государственный и политический деятель, заместитель Председателя Совета министров РСФСР (1990), экономист, бывший депутат Государственной думы (1994—2003). Руководитель политической партии «Яблоко» (с 1993 по 2008). Доктор экономических наук (2005).
Экономический советник Председателя Совета министров РСФСР (1991), заместитель Руководителя Комитета по оперативному управлению народным хозяйством СССР в ранге вице-премьера (1991), член Политического консультативного совета при Президенте СССР (1991), один из лидеров избирательного блока «Явлинский — Болдырев — Лукин» (1993). Основатель общественного объединения «Яблоко» (с 1995). Руководитель фракции «Яблоко» в Государственной Думе России I, II и III созывов. Руководитель фракции «Яблоко» в Законодательном собрании Санкт-Петербурга V созыва.
Кандидат на должность президента Российской Федерации на выборах 1996, 2000 и 2018 года.

## Происхождение
Отец — Алексей Григорьевич Явлинский (1917—1981). В годы Гражданской войны потерял родителей, был беспризорником, в 1930-е годы воспитывался в харьковской коммуне-колонии ОГПУ имени Ф. Э. Дзержинского, руководство которой осуществлял Антон Семёнович Макаренко. После окончания колонии поступил в лётную школу, а затем служил в армии в Андижане. Участник войны, в действующей армии — с февраля 1942 года. Службу начал рядовым. Служил в артиллерийском полку 331-й гвардейской горнострелковой ордена Боевого Красного знамени Туркестанской дивизии. Воевал на Северном Кавказе, в составе 56-й армии, реорганизованной 20 ноября 1943 года в Отдельную Приморскую армию. Алексей Явлинский участвовал в Керченском десанте, освобождал Украину, Чехословакию. С мая 1944 года Явлинский командовал батареей. Батарея Явлинского первой вошла в чешский город Оломоуц. Закончил войну старшим лейтенантом в городе Высоке Татры (Чехословакия). Награждён орденом Отечественной войны II степени, орденом Красной Звезды, медалью «За боевые заслуги». Старшие братья Алексея Явлинского сражались на фронтах Великой Отечественной войны.
С будущей женой Верой Алексей Явлинский познакомился случайно: после войны приехал во Львов навестить дальнюю родственницу. Её не оказалось дома, и Алексей Явлинский постучался в дверь соседней квартиры, которую открыла Вера Ноевна. Через месяц родители будущего политика сыграли свадьбу. После свадьбы в 1947 году Явлинские жили во Львове. Алексей Явлинский заочно окончил исторический факультет Львовского педагогического института и Высшую школу МВД. С 1949 года работал в системе детских исправительно-трудовых и воспитательных учреждений. В 1961 году назначен директором колонии-распределителя для беспризорных. По свидетельству журналиста Юрия Криля, многие из воспитанников Алексея Явлинского переписывались с семьёй до конца 1980-х годов.
Мать — Вера Ноевна Явлинская родилась в 1924 году в Харькове. Сразу после войны переехала с семьёй во Львов из Ташкента, где семья жила в эвакуации. Окончила с отличием химический факультет Львовского университета. Преподавала химию в институте. Умерла 31 декабря 1997 года. Родители похоронены во Львове.
В 1952 году у Явлинских родился сын Григорий, а в 1957 году — сын Михаил. Михаил живёт во Львове и занимается малым бизнесом.

## Детство и школа
Явлинский занимался спортом, хорошо плавал, с 1964 года стал заниматься боксом в спортивном обществе «Динамо». Был двукратным чемпионом Украины по боксу среди юниоров во втором полусреднем весе в 1967 и 1968 году.
Закончил вечернюю школу рабочей молодёжи, работая слесарем на стекольной фирме «Радуга».

## Учёба в Москве
В 1969 году Явлинский уехал Москву. На первом экзамене в Московский институт народного хозяйства имени Плеханова получил «тройку», что ставило его в опасное положение: для прохождения по конкурсу надо было набрать тринадцать баллов, однако он смог сдать оставшиеся экзамены на «пять». Осенью 1969 года Григорий Явлинский стал первокурсником Плехановского института. Среди его преподавателей были Леонид Абалкин, Николай Иванов.
По воспоминаниям сокурсников, он был начитанным и интересующимся студентом. Когда группа приходила на семинар не готовой, друзья просили Григория «помучить» преподавателей дополнительными вопросами и позже благодарили его за это. Помимо учёбы, Явлинский принимал участие в общественной жизни: будущий политик дважды побеждал в конкурсе лучшего анекдота советского вуза.
Под угрозой вылета из института Григорий Явлинский оказался за ссору с комсоргом. Ссора переросла в скандал, однако будущего политика спасли однокурсники и друзья: вместо исключения комсомольское собрание рекомендовало принять его в партию.
От «политики» Явлинского по его собственным словам отвлекла любовь. На последнем курсе он женился на москвичке Елене. В 1973 году Явлинский окончил институт с красным дипломом. Его приняли в аспирантуру, которую он окончил в 1976 году. Защитил диссертацию «Совершенствование разделения труда рабочих химической промышленности».

## Трудовая деятельность в СССР
В 1976 году Явлинский попал во Всесоюзный научно-исследовательский институт управления при Министерстве угольной промышленности СССР (ВНИИУуголь), в котором он занялся составлением квалификационных справочников и должностных инструкций. Молодой специалист бывал в Ленинске-Кузнецком, Коркино, Кемерове, в Новокузнецке, в Анжеро-Судженске, в Челябинске. Вместе с рабочими он спускался в забой, работал специалистом по нормированию труда. В 1977—1979 годах работал на Коркинском разрезе нормировщиком. Во время одной из поездок он попал под завал и простоял десять часов по пояс в ледяной воде, после чего лежал в больнице. «Нас спасли, но трое из пятерых умерли в больнице», — вспоминал позже Явлинский. После одной из поездок он направил специальный доклад в секретариат министерства труда о том, в каких жутких условиях работают и живут советские шахтёры. С Явлинским встретился начальник управления Министерства угольной промышленности СССР Дмитрий Иванович Волковой: он посоветовал будущему политику сделать «так, чтобы хорошо было» и Явлинский начал подготовку проектов по изменению положения в отрасли. В 1978 году защитил кандидатскую диссертацию по теме «Совершенствование разделения труда рабочих химической промышленности».
В перерывах между разъездами и проектами Явлинский заседал в институтском комитете комсомола, где был одним из двух кандидатов наук. Институт же дал ему и рекомендацию в КПСС.
В 1980 году Явлинского перевели на работу в Научно-исследовательский институт труда Госкомитета по труду и социальным вопросам на пост заведующего сектором тяжёлой промышленности. Одним из первых проектов стало создание работы по совершенствованию труда в СССР («Проблемы совершенствования хозяйственного механизма в СССР»). В этой работе Явлинский и его коллеги предлагали либо вернуться к сталинской системе тотального контроля, либо дать предприятиям большую независимость. Работа вызвала недовольство главы государственного комитета труда Юрия Баталина. Распечатанные 600 экземпляров изъяли, а автора начали вызывать на допросы в КГБ СССР. После смерти Л. И. Брежнева допросы прекратились, однако вскоре во время диспансеризации медики обнаружили у автора редкую форму туберкулёза. Молодой специалист был отправлен в больницу, а все его черновики были сожжены. После девяти месяцев пребывания в спецбольнице он вышел оттуда здоровым: друзья утверждают, что Явлинского положили туда с целью психологически «приглушить».
С 1984 года Явлинский стал заместителем начальника сводного отдела, затем начальником управления социального развития и народонаселения Госкомитета по труду и социальным вопросам. В этой должности Явлинский проработал первые годы перестройки.
С 1985 по 1991 год — член КПСС.
В 1989 году после первого Съезда народных депутатов СССР несколько депутатов вошли в состав органов власти. Среди них был преподаватель Явлинского по Плехановскому институту (и противник резких преобразований) профессор Леонид Абалкин. Он стал заместителем председателя совета министров СССР летом 1989 года. Абалкин позвал Григория Явлинского на работу в Совет министров. Так Явлинский стал заведующим Сводным экономическим отделом Совета Министров СССР.
14 июля 1990 года Верховный Совет РСФСР утвердил Явлинского заместителем председателя Совета Министров РСФСР, председателем государственной комиссии по экономической реформе.

## Разработка экономических реформ (1990). Программа 500 дней
Совместно с Михаилом Задорновым и Алексеем Михайловым работали над проектом реформирования экономики СССР «400 дней доверия». Позднее эта программа под названием «500 дней» была предложена Борису Ельцину, в то время Председателю Верховного Совета РСФСР, как программа реформирования экономики России. Программа предусматривала перевод экономики страны на рыночные рельсы в самые кратчайшие сроки. При подготовке первой версии программы («400 дней доверия») авторы провели анализ опыта других стран, которым пришлось перейти на рельсы рыночной экономики. Наиболее показательным они сочли опыт Японии.
План Явлинского-Задорнова предусматривал резкое усиление малого предпринимательства через введение права частной собственности вместо права собственности общественной. Приватизацию экономисты предлагали начать с «наименее концентрированных и монополизированных отраслей экономики», среди которых в плане были обозначены мелкая и средняя розничная торговля, сектор общественного питания и сектор строительных подрядов.
Государственные предприятия должны были продать на рынке свои акции с поступлением доходов от продажи в казну государства. Предлагалось ввести режим льготного налогообложения для частных предприятий. Составители плана предлагали прекратить финансирование убыточных предприятий сельского хозяйства государством. Неэффективные государственные предприятия должны были быть расформированы или проведены через процедуру банкротства.
Экономисты также предлагали государству привлекать обширные кредиты на внешнем рынке, а также отправлять на Запад специалистов для обучения новым экономическим реалиям. Составители плана не исключали возможности прямого импорта специалистов из-за рубежа. Для обеспечения прожиточного минимума вводился Минимальный Потребительский Бюджет, который должен был отовариваться по карточкам.
План вызвал широкий резонанс среди представителей высших кругов РСФСР и СССР. После обсуждения второй версии плана («500 дней») между руководством РСФСР и СССР была достигнута договорённость о разработке совместных мер по проведению экономических реформ в СССР на основе программы «500 дней». Для разработки программы реформирования по инициативе и совместным решением М. С. Горбачёва и Б. Н. Ельцина была создана рабочая группа, которой руководили академик Станислав Шаталин и Григорий Явлинский.
Явлинский был назначен заместителем председателя Совета министров РСФСР и председателя Государственной комиссии по экономической реформе. К 1 сентября 1990 программа «500 дней» и 20 проектов законов к ней были подготовлены, утверждены Верховным Советом РСФСР и представлены на рассмотрение Верховного Совета СССР.
Одновременно по поручению председателя Совета Министров СССР Николая Рыжкова разрабатывался альтернативный проект — «Основные направления развития». Рыжков заявил, что в случае непринятия его он уйдёт в отставку. В качестве компромисса Горбачёв предложил объединить две программы в единую программу Президента СССР.
В ответ на это решение 17 октября 1990 года Григорий Явлинский подал в отставку (которая была принята спустя месяц, 22 ноября) и вместе со своей командой, также ушедшей из правительства, создал и возглавил исследовательский институт Центр экономических и политических исследований «ЭПИцентр».

## 1990-е годы

### 1991 год

#### Программа «Согласие на шанс»
«ЭПИцентр» совместно с учёными Гарвардского университета США при политической поддержке президента СССР Михаила Горбачёва разрабатывают программу интеграции советской экономики в мировую экономическую систему — «Согласие на шанс». Программа развивала положения программы «500 дней» и ставила целью сохранение реформированного Советского Союза в новых условиях. Явлинский с коллегами считали, что СССР можно сохранить за счёт проведения предельно жёсткой экономической политики (в том числе, за счёт введения карточной системы). Программа подверглась критике как со стороны радикальных коммунистов, так и со стороны представителей либерального лагеря и принята не была.

#### Августовский путч
Во время Августовского путча 1991 года Явлинский находился в Белом доме — здании Верховного Совета России. После того, как стало ясно, что путчистам не удалось захватить власть, он принимал участие в планировании мероприятий по поиску членов ГКЧП. Вместе с председателем КГБ РСФСР Виктором Иваненко Явлинский как понятой вошёл в квартиру одного из лидеров путча, министра внутренних дел СССР Бориса Пуго, который покончил жизнь самоубийством.
24 августа 1991 года, после провала путча, создаётся Комитет по оперативному управлению народным хозяйством СССР во главе с Иваном Силаевым, Григорий Явлинский, Аркадий Вольский и Юрий Лужков назначены заместителями руководителя Комитета. Через 4 дня Верховный Совет СССР возложил на не предусмотренный Конституцией комитет функции союзного правительства до формирования нового состава Кабинета Министров СССР, который так и не был сформирован. Таким образом, Явлинский получил ранг вице-премьера. В качестве заместителя руководителя комитета отвечал за организацию работы по подготовке программы экономической реформы в стране и интеграции ее в мировую экономику. Мэр Ленинграда Анатолий Собчак предлагал Явлинского на пост премьер-министра СССР.
Со 2 октября до отставки Горбачёва 25 декабря 1991 года Явлинский также входит в Политический консультативный совет при Президенте СССР. Михаил Горбачёв поручил Явлинскому работу над вопросами макроэкономики. Возглавляемая им рабочая группа ЭПИцентра подготавливает «Договор об экономическом сотрудничестве между республиками СССР», о возможности подписания которого говорили лидеры республик. Целью договора было сохранение единого экономического пространства и рынка СССР вне зависимости от того, какую политическую форму примут отношения между республиками. Договор был подписан 18 октября 1991 года в Москве представителями 8 республик, однако, один из его подписантов Борис Ельцин вскоре выступил против нового надсоюзного образования, рассчитывая, что в одиночку Россия сможет быстрее перейти к рынку.
В сентябре 1991 года Борис Ельцин рассматривал возможность выдвижения Явлинского на пост премьер-министра России. Согласно воспоминаниям президента, определённую роль сыграла «некоторая болезненность реакций», которая сложилась после работы над программой «500 дней». В конечном счёте Ельцин сделал ставку не на Явлинского, а на Егора Гайдара и его команду молодых экономистов.

#### Реакция на Беловежские соглашения
В декабре 1991 года, после заключения Беловежских соглашений, Явлинский вместе со своей командой покинул правительство в знак несогласия с действиями Бориса Ельцина.

### 1992 год
Весной 1992 года Григорий Явлинский на базе «ЭПИцентра» начинает разработку программы реформ, которая могла бы стать альтернативой для преобразований, которые проводились правительством Егора Гайдара. Специалисты «ЭПИцентра» во главе с Явлинским разрабатывают новую программу («Диагноз»), которая могла бы позволить стране выйти из кризиса с меньшими потерями, нежели правительственная программа приватизации. В рамках новой программы, Явлинский выступил против применения ваучерной схемы приватизации крупных активов. Одной из главных задач правительства Явлинский считал не обеспечение создание рынка ваучеров, а создание условий для скорейшего формирования свободного рынка собственности.
Летом 1992 года Григорий Явлинский разрабатывает программу проведения рыночных преобразований в Нижегородской области («Нижегородский пролог») по заказу губернатора Бориса Немцова, которая позже была реализована и дала значительные результаты. 22 июня 1992 года при участии Явлинского создан общественный Совет по внешней и оборонной политике (существует до сих пор).
В 1992 году Григорий Явлинский начинает политическую карьеру. Он критикует нововведения правительства, указывая на несбалансированность и нестабильности либерализации, которая не дала реальных результатов, а лишь привела к обнищанию населения. До конца 1992 года никаких официальных постов Явлинский не занимает и работает над книгами и статьями.
В декабре 1992 года президент России Борис Ельцин отправляет правительство Гайдара в отставку. Премьер-министром России становится Виктор Черномырдин. В правительстве остаются оппоненты Григория Явлинского, такие, как Анатолий Чубайс.

### Разгон Верховного Совета России
В течение 1993 года, на фоне конституционного кризиса в России, Явлинский предлагал вернуться к отвергнутой правительством рыночных реформ идее воссоздания отношений с партнёрами по СНГ по модели Европейского союза. Он не занимал никаких постов, оставаясь вне конфликтной ситуации, и занимался научной работой.
В условиях нарастающего противоборства (в некоторых регионах уже выстраивались параллельные системы власти) Явлинский призвал участников конфликта отказаться от взаимных претензий и назначить досрочные выборы президента и парламента. 28 сентября, осознавая, что компромисс уже нереален, Явлинский призвал Верховный Совет к сдаче огнестрельного оружия, а президентскую команду — к проведению одновременных выборов в феврале-марте 1994 года.
В ночь с 3 на 4 октября 1993 года, во время разгона съезда народных депутатов, Григорий Явлинский выступил по телевидению из резервной студии Российского телевидения. Он призвал действующие власти и президента Ельцина «подавить мятеж со всей возможной ответственностью». Явлинский также подверг критике выступление Егора Гайдара, который призвал выйти москвичей на защиту демократии.

### Создание «Яблока». Работа в Государственной Думе
Осенью 1993 года на фоне роста рейтингов после провала путча Григорий Явлинский решил создать избирательный блок, который смог бы бороться за места в Государственной думе. После длительных переговоров сооснователями партии стали бывший главный государственный инспектор России Юрий Болдырев и учёный и дипломат, бывший посол России в США Владимир Лукин.
Основатели назвали новый блок «Явлинский—Болдырев—Лукин». В своей программе новый блок отмежёвывался и от «демократов» у власти (их представлял блок «Выбор России») и от коммунистов. «Мы против политики, для которой хороши все средства,… против политики „рынок“, „демократия“, „свобода“ любой ценой… Цель не оправдывает средства. Средства достижения политических целей важны для нас не менее, чем сами цели», — говорилось в манифесте основателей «Яблока».
Согласно воспоминаниям В. Колобовой, основатели блока рассчитывали получить на выборах в Государственную думу 1993 года большинство голосов. Блок «Явлинский—Болдырев—Лукин» оказался на шестом месте и получил 7,86 % голосов и 27 мест в Государственной Думе Российской Федерации первого созыва.
В Государственной думе первого созыва фракция «Яблоко» во главе с Явлинским занимала социал-либеральные позиции. В большинстве случаев фракция не поддерживала во многом популистские предложения ЛДПР и КПРФ.
Депутаты от «Яблока» принимали участие в разработке документов, которые во многом определили экономическое положение в новой России. Среди них были Гражданский кодекс, Закон об акционерных обществах, Закон о ценных бумагах.
Члены фракции, в том числе, сам Григорий Явлинский и Михаил Задорнов, активно критиковали начинания правительства в финансовой сфере. В период работы первого созыва Государственной думы обостряется полемика между Григорием Явлинским и Анатолием Чубайсом. Войти в правительство поодиночке представители партии отказывались.

### Первая чеченская война
Во время первой чеченской войны Явлинский выступал с жёсткой антивоенной риторикой. В ноябре политические силы, противостоящие Джохару Дудаеву попытались взять столицу Чечни город Грозный, но были отбиты. Явлинский вместе с коллегами по «Яблоку» отправился в Чечню и провёл переговоры с Джохаром Дудаевым, предлагая себя в заложники в обмен на пленных. Результатом переговоров стало освобождение половины захваченных, а также возвращение тел восьми убитых солдат.
Григорий Явлинский выступил жёстким противником войны в Чечне. Выступая в Госдуме и на других площадках Явлинский добивался вывода войск из республики. «Надо вывести наши войска оттуда и дать чеченцам возможность через два-три года провести референдум. Пусть сами решают как им быть», — заявил Явлинский в интервью Юрию Алексееву.
В конце 1994 года, Явлинский охарактеризовал ситуацию в Чечне следующим образом: «Бывают хорошие ситуации, а бывают плохие…Из плохой ситуации есть только плохие выходы. По Черчиллю, настоящий политик — это тот политик, который в плохие ситуации не попадает».

### 1995 год. Выборы Государственной думы II созыва
Весной 1995 года на фоне ухудшающейся экономической ситуации и продолжающегося конфликта в Чечне партия «Яблоко» начала новую избирательную кампанию. Главным лицом этой кампании стал Григорий Явлинский. Незадолго до её начала он встретился с канцлером Германии Гельмутом Колем и обсудил с ним ситуацию в России. Некоторые журналисты расценили это как начало предвыборной кампании на пост президента России.
В рамках новой кампании глава партии потребовал от правительства прекратить войну в Чечне, провести военную реформу и дать реальную свободу слова. Главным экономическим требованием Явлинского стала демонополизация и освобождение рынка от власти естественных монополий и их руководителей-бюрократов.
В мае 1995 года в прямом эфире программы «Итоги» телеканала НТВ Явлинский провёл дискуссию с Егором Гайдаром. Позже стороны обсудили возможность выдвижения единого списка на выборах в Госдуму 1996 года. В результате этих переговоров стороны не смогли прийти к компромиссу. Гайдар обвинил Явлинского в «предательстве демократии», а Явлинский в ответ заявил, что «в скандалах не участвует».
Кампания по выборам в Государственную думу второго созыва продолжала идти под лозунгами жёсткой критики правительства. Осенью 1995 года перед выборами партия «Яблоко» провела ряд акций по «разъяснению» своей программы в регионах. Одновременно с этим глава фракции резко раскритиковал представленный правительством проект бюджета на 1996 год. Явлинский также разъяснял свою позицию в интервью зарубежным изданиям. В частности в интервью немецкой газете Welt Явлинский сообщил, что не считает необходимым полную отмену приватизации в России, но настаивает на уточнении ряда законов о конкуренции.
17 декабря 1995 года в России прошли выборы в Государственную думу второго созыва. «Яблоко» заняло на них четвёртое место, набрав 6,89 % голосов. Фракция блока в Госдуме увеличилась до 45 мест.

### Президентская кампания 1996 года
15 февраля 1996 года президент России Борис Ельцин заявил о своём намерении идти на второй срок. Его основным оппонентом считался лидер КПРФ Геннадий Зюганов. Представителем «третьей силы» был Явлинский. Позже у него появились конкуренты — врач-офтальмолог Святослав Фёдоров и генерал Александр Лебедь.
Ситуация обострилась к апрелю 1996 года. Зюганов лидировал по всем рейтингам и обгонял президента Ельцина, который старался показать себя активным политиком. В конце апреля в поддержку Ельцина была запущена общественная кампания «Голосуй или проиграешь», которая была призвана привлечь на участки молодёжь. В критических условиях представители штаба Ельцина начали переговоры с Явлинским.
Встреча между двумя кандидатами в президенты России состоялась 6 мая 1996 года. На этой встрече Явлинский предложил вниманию президента список условий, при исполнении которых он мог бы войти в действующую власть. Явлинский предлагал Ельцину окончить войну в Чечне, отказаться от «президентского режима управления», повысить минимальную зарплату, ликвидировать льготы госаппарата и установить в стране такую систему правления, при которой большинство решений будет исполняться только после визы президента и премьер-министра. Помимо этого Явлинский предложил президенту отправить в отставку премьер-министра Черномырдина, министра обороны Павла Грачёва и первого заместителя премьер-министра Олега Сосковца.
После проведения переговоров Ельцин сообщил прессе, что во время дискуссии Явлинский якобы требовал для себя поста премьера: сам Явлинский этого сообщения не подтвердил.
К 28 мая ни одно из условий Явлинского не было выполнено. Лидер «Яблока» заявил, что вступать в коалицию с Ельциным не намерен. В начале июня Явлинский провёл переговоры о возможной коалиции с другими кандидатами от «третьей силы», однако ни с Фёдоровым, ни с Лебедем договориться не удалось. Возможные спекуляции о вхождении в правительство Зюганова Явлинский решительно отверг.
На президентские выборы 1996 года Григорий Явлинский пошёл самостоятельно. В первом туре президентских выборов он занял четвёртое место и набрал 7,35 % голосов избирателей. Позже стало известно, что посол США в России Томас Пикеринг убеждал Явлинского снять свою кандидатуру, чтобы повысить шансы Ельцина.

### Предложения и потери: 1996—1999 годы

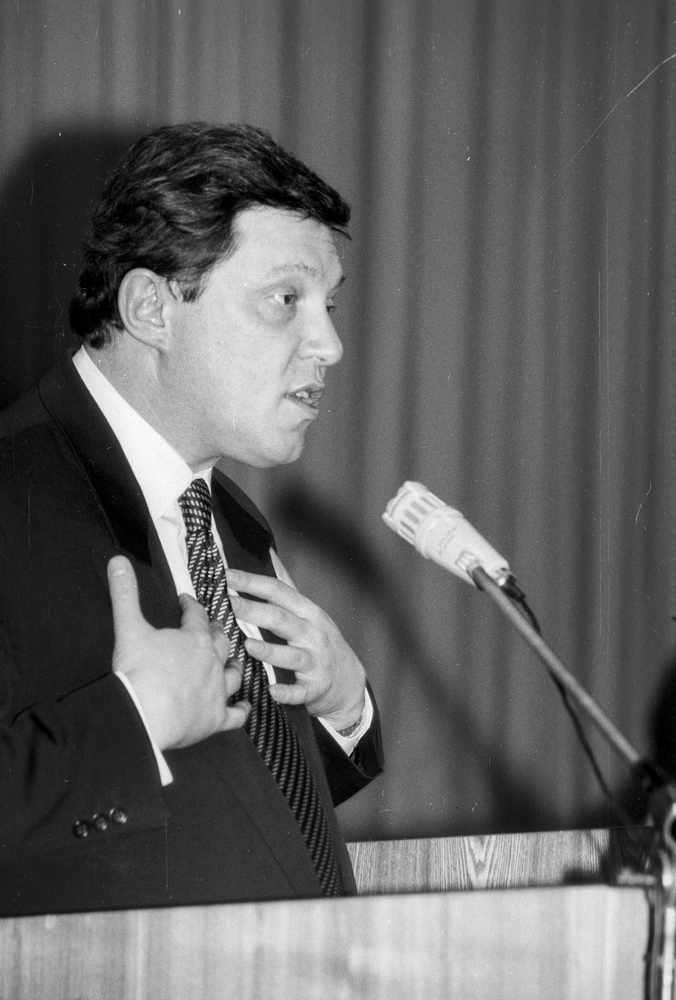
1997 год

После завершения предвыборной кампании 1996 года многие наблюдатели считали Григория Явлинского весьма перспективным политиком.
В начале 1997 года в правительстве России произошли существенные перестановки. Пост первого вице-премьера занял демократ Борис Немцов, знакомый Явлинскому лично ещё со времени работы «ЭПИцентра» над успешной программой экономического развития Нижегородской области. Политики начали консультации о возможности вхождения представителей фракции в состав правительства. В итоге в правительство из «Яблока» так никто и не вошёл, однако Явлинский заявил о готовности поддерживать нового вице-премьера в его деятельности. Это обещание позже вызвало критику оппонентов, которые утверждали, что Явлинский его не выполнил.
В конце марта 1997 года раскритиковал Александра Лукашенко за силовое подавление демонстраций в Минске против образования Союза Беларуси и России.
В сентябре 1997 года Явлинский объявил о намерении выдвинуть свою кандидатуру на пост президента России на выборах 2000 года. Осенью того же года фракцию «Яблока» в Государственной думе оставил один из главных игроков экономического блока — Михаил Задорнов. Он стал руководителем министерства финансов России без согласия «Яблока» и в связи с этим был исключён из партии.
После отставки правительства Кириенко. 7 сентября 1998 года, на заседании Думы, Явлинский предложил на пост премьера кандидатуру Евгения Примакова. Явлинский и «Яблоко» поддержали эту кандидатуру во время голосования 11 сентября в Госдуме.
Фракция «Яблоко» частично поддержала импичмент президенту Ельцину, в части обвинений в разгоне Верховного Совета и в развязывании войны в Чечне (37 депутатов из 45), Григорий Явлинский голосовал за импичмент президенту только по пункту о войне в Чечне. Президент России Борис Ельцин позже отмечал, что во время голосования «Явлинский запутался в своей стратегии».

### Участие Явлинского в «Трёхсторонней комиссии»
В конце 1990-х — начале 2000-х годов Григорий Явлинский входил в состав «Трёхсторонней комиссии». 21 марта 1998 года во время неформальной встречи «Трёхсторонней комиссии», посвящённой преимущественно развитию России, Григорий Явлинский выступил с речью «Главное в повестке дня России». Он обратил внимание на необходимость либерализации российской экономики, проанализировал приближающийся кризис, одновременно подчеркнул необходимость реальной демократизации политической системы, отделения бизнеса от власти и развития гражданского общества. В марте 2001 года Явлинский выступил на ежегодном совещании «Трёхсторонней комиссии» в Лондоне с докладом о кризисе мировой экономики. 18—20 октября 2002 года в Праге прошла 26-я Европейская региональная встреча «Трёхсторонней Комиссии». 20 октября Явлинский выступил на сессии «Состояние европейско-атлантического партнёрства». В своём выступлении он затронул вопросы взаимодействия России и США в решении иракской проблемы. В октябре 2006 года Григорий Явлинский принял участие в 30-й Европейской региональной встрече «Трёхсторонней комиссии» в Турине. 29 октября он выступил на сессии «Будущие внутренние и внешние энергетические стратегии в Европе» с докладом на тему «Россия и европейская энергетическая безопасность». В 2010 году переизбран на второй срок.

### Выборы Госдумы III созыва и Вторая Чеченская война (1999 год)

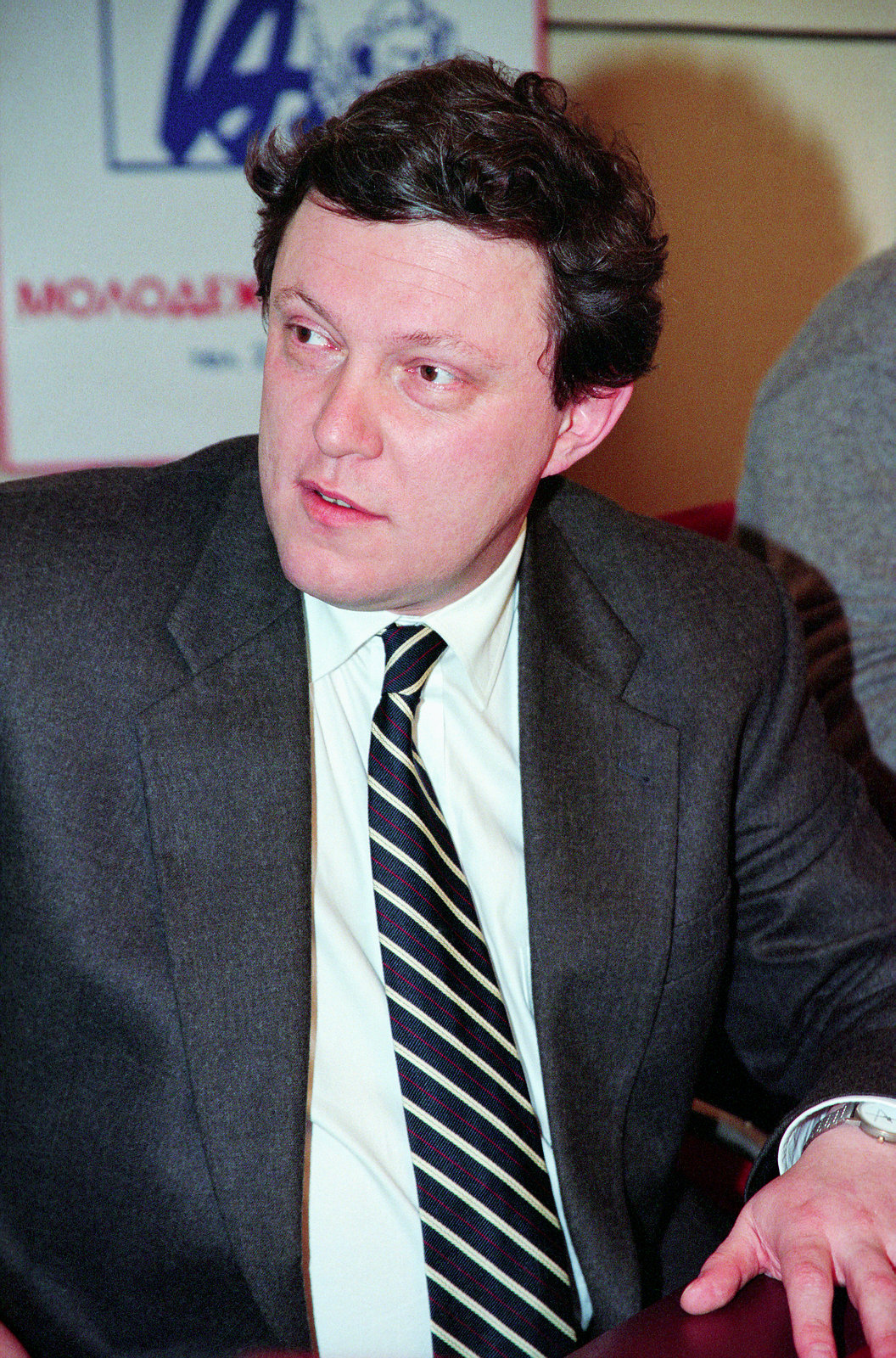
1999 год

9 августа 1999 года президент России Борис Ельцин отправил в отставку правительство Сергея Степашина и назначил исполняющим обязанности руководителя правительства Владимира Путина. В тот же день Ельцин назвал Путина своим преемником. 16 августа 1999 года 18 членов фракции «Яблоко», включая Явлинского, проголосовали за назначение Путина Председателем Правительства, 4 воздержались, 8 проголосовали против, 15 не голосовали.
17 августа 1999 года в Москве состоялся VII съезд объединения «Яблоко». На нём Григорий Явлинский объявил о своём намерении баллотироваться в президенты в 2000 году. В своём выступлении на съезде он охарактеризовал ситуацию следующим образом: «Номенклатура начальников-собственников встраивается в новую партию власти… При этом власть мечтает о создании полезной для неё оппозиции». Явлинский заявил, что «Яблоко» не станет «изящным цветком в петлице власти» и призвал избирателей сплотиться вокруг партии. Стратегическим союзником блока на выборах в Государственную думу 1999 года стал бывший премьер-министр Сергей Степашин.
«Яблоко» выступило против начала второй чеченской войны. Во время предвыборной гонки представители «Яблока» неоднократно проводили дебаты с оппонентами из «Союза Правых сил». 26 ноября 1999 года в прямом эфире телеканала НТВ Григорий Явлинский встретился со старым оппонентом Анатолием Чубайсом. «Вы ответите за кровь», — резюмировал Явлинский. При этом Явлинский выступал за необходимость проведения ограниченных боевых действий в Чечне и за необходимость обеспечения поддержки российских войск жителями республики. Путь к поддержке Явлинский видел в проведении переговоров с полевыми командирами. В то же время один из лидеров СПС Анатолий Чубайс заявлял о «возрождении в Чечне российской армии», а план Явлинского по урегулированию в Чечне и призывы остановить войну назвал «ударом в спину российской армии».
По итогам выборов в Госдуму в декабре 1999 года «Яблоко» заняло шестое место. Партия получила 5,93 % голосов избирателей и 16 мест в парламенте, уступив СПС, ЛДПР, «Отечеству — Всей России», «Единству» и КПРФ.

## 2000-е годы

### Президентские выборы 2000 года

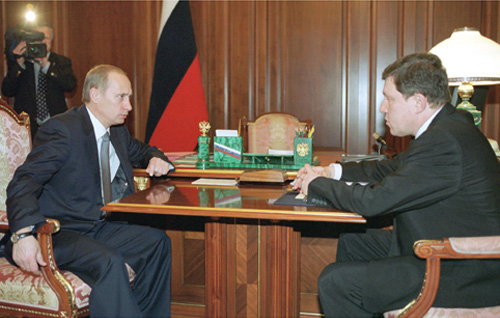
Владимир Путин с руководителем фракции «Яблоко» Григорием Явлинским,
5 декабря 2000 года

31 декабря 1999 года Борис Ельцин неожиданно для многих ушёл в отставку. Пост временно исполняющего обязанности президента занял Владимир Путин. В 2000 году в России вновь началась предвыборная кампания. Григорий Явлинский начал её под лозунгами развития экономики и критики действующего режима. Он предложил снизить налоги на малый бизнес, унифицировать законодательство в стране и построить за краткое время «Государство для граждан». Своей опорой Явлинский видел «средний класс» образованных людей. Лидер «Яблока» призвал своих последователей построить «Россию без диктаторов и олигархов».
В рамках кампании Григорий Явлинский активно критиковал действия Владимира Путина. Одним из главных объектов для критики стала Вторая Чеченская война, которую власти уже готовились объявить оконченной. В интервью изданию The Russia Journal Явлинский назвал эту операцию «обманом». «Вместо антитеррористической операции мы получили полномасштабную войну», — заявил лидер «Яблока».
Явлинский отказался от сотрудничества с Путиным с самого начала кампании. «Я не намерен бороться за „хорошего Путина“. Я намерен бороться с Путиным за пост президента России», — заявил Явлинский. Он отметил, что некоторые бизнесмены в США будут рады видеть в России авторитарный режим и потому могут поддержать находящегося во власти кандидата в президенты. В своём программном выступлении Явлинский также указал на тесное сотрудничество команды Путина и КПРФ в Госдуме.
Во время кампании Явлинский говорил о риске создания в России жёсткого режима на базе наследия, которое оставил Борис Ельцин. «Путин полностью сформирован этой системой», — подчёркивал лидер «Яблока» в одном из своих предвыборных выступлений.
Президентские выборы в России состоялись 26 марта 2000 года. Президентом России стал Владимир Путин, который набрал 52,94 % голосов. На втором месте оказался Геннадий Зюганов (29,21 % голосов). Григорий Явлинский занял третье место и набрал 5,8 % голосов.

### Явлинский и «Норд-Ост»
Во время теракта на Дубровке Григорий Явлинский находился в Томской области на похоронах трагически погибшего председателя регионального отделения «Яблока» Олега Плетнёва. Узнав о требовании террористов, Явлинский срочно вылетел в Москву. По дороге из Томска в Новосибирск Явлинскому удалось вступить в телефонные переговоры с террористами, которые потребовали, чтобы он явился в Театральный центр на Дубровке без оружия и охраны. В 23.05 Явлинский зашёл в Театральный центр, где вёл переговоры в течение 50 минут. Ему удалось вывести с собой из здания 8 детей. Сразу после переговоров Явлинский отправился в Кремль, где в течение нескольких часов проводил закрытую консультацию.
После штурма Театрального центра, 29 октября, президент России Владимир Путин лично поблагодарил Григория Явлинского: «Вы один из тех, кто принимал участие в этой работе, сыграли в ней весьма положительную роль и, в отличие от многих других, не делаете себе из этого личного пиара. За это Вам особая благодарность».

### Лидер партии «Яблоко»
26 апреля 2002 года Минюстом была зарегистрирована Российская демократическая партия «Яблоко» (Рег. № 5018). Председателем был избран Григорий Явлинский. С 2006 года, после присоединения «Зелёной России» и «Солдатских матерей» название изменили на "Российская объединённая демократическая партия «Яблоко».

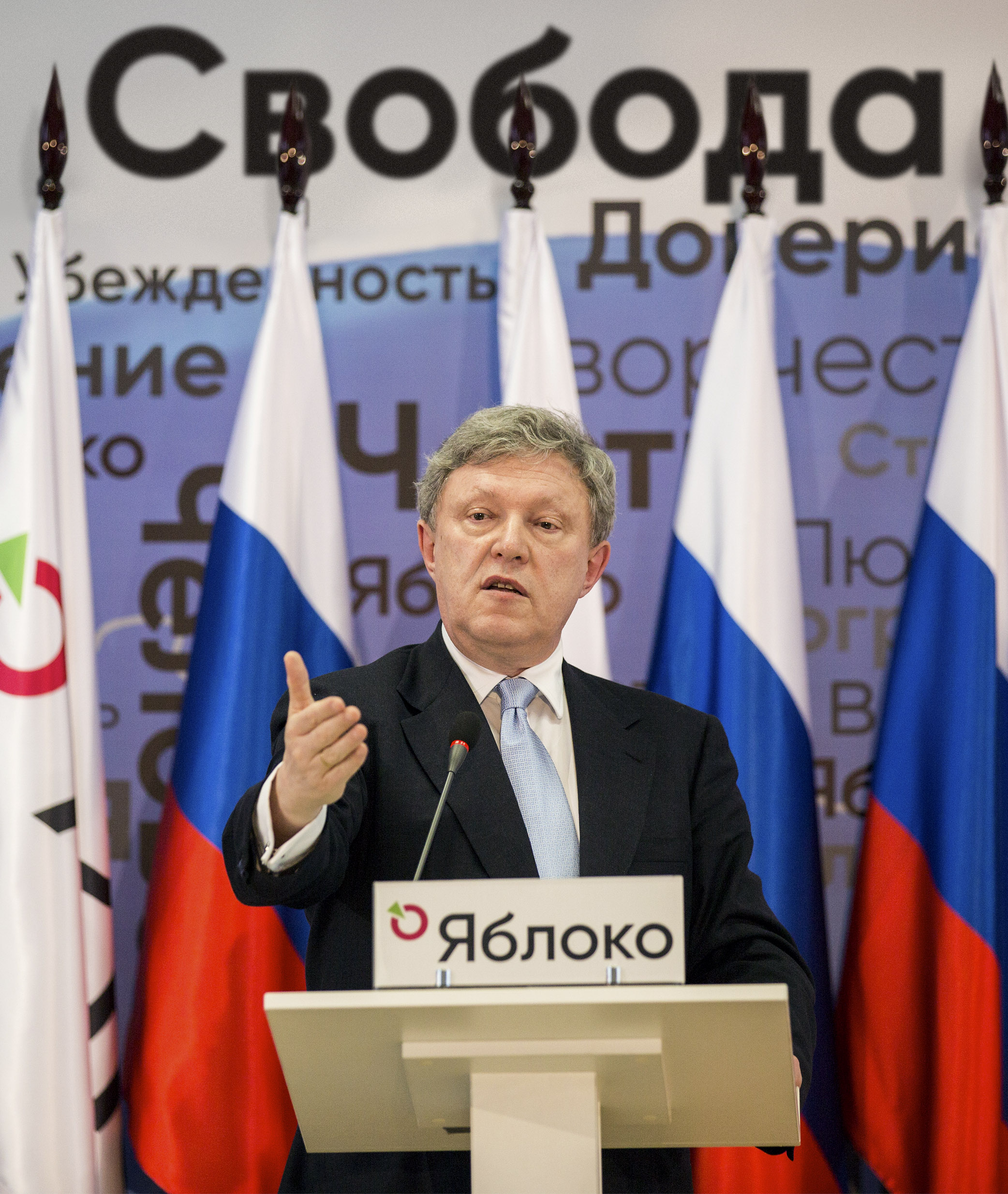
На заседании Федерального политсовета партии «Яблоко», 2017 год

В декабре 2003 года партия «Яблоко» под руководством Явлинского в четвёртый раз участвовала в выборах в Госдуму, набрав 4,3 % голосов избирателей. Партия не преодолела пятипроцентный барьер и, таким образом, не прошла в федеральный парламент. Однако, ночью, сразу после выборов, Григорию Явлинскому позвонил Владимир Путин и поздравил с прохождением в Госдуму. Утром же Центризбирком сообщил о поражении «Яблока». В штабе партии были уверены, что президент просто не учёл специфики работы избиркома на местах: для улучшения отчётности явка избирателей была несколько «преувеличена», и выигрышный процент «Яблока» автоматически стал проигрышным.
В марте 2004 года Явлинский по решению партии «Яблоко» отказался от участия в выборах Президента России и, таким образом, фактически их бойкотировал. Это было связано с тем, что, по мнению Явлинского, после избирательной кампании по выборам депутатов Госдумы 2003 года в России отсутствовала возможность для проведения свободных и справедливых выборов.
С 2005 года — профессор Высшей школы экономики. В феврале того же года Явлинский защитил в Центральном экономико-математическом институте (ЦЭМИ) диссертацию на соискание научной степени доктора экономических наук. Тема диссертации: «Социально-экономическая система России и проблема её модернизации» (полный текст диссертации, рецензия и отзывы).
Григорий Явлинский резко выступал против уголовного преследования главы нефтяной компании «ЮКОС» Михаила Ходорковского, объясняя это преследование политическими мотивами. После осуждения Ходорковского в мае 2005 года Явлинский подтвердил, что считает судебный процесс, в котором, по его словам, формальные обвинения не совпадают с существом дела, не правовым, а именно политическим. При этом он отметил, что «избирательными репрессивными мерами нельзя решить проблему преодоления последствий криминальной приватизации».
На парламентских выборах 2007 года Явлинский, вместе с коллегой по «Яблоку» Сергеем Иваненко и правозащитником Сергеем Ковалёвым, вошёл в первую тройку списка партии.
21 июня 2008 года, на XV съезде «Яблока», Григорий Явлинский отказался выдвигать свою кандидатуру на пост председателя партии, публично поддержав выдвижение Сергея Митрохина на этот пост (в итоге он стал новым председателем «Яблока»). В свою очередь, Григорий Явлинский вошёл в новый руководящий орган партии — Политический комитет, однако, наблюдатели отмечали, что он фактически покинул публичную политику, занявшись преподавательской деятельностью в Высшей школе экономики.

### Программа «Земля — Дома — Дороги»
28 февраля 2009 года решением № 10 Политкомитета РОДП «Яблоко» была принята предложенная Явлинским концепция выхода из кризиса и качественного экономического роста «Земля — Дома — Дороги».
Концепция предполагает выдачу российским гражданам земельных участков в 30-60 соток для строительства жилых домов (30 соток в европейской части России и до 60 соток за Уралом). Государство же в таком случае берёт на себя ответственность за подвод всех необходимых коммуникаций, выдачу льготных кредитов на строительство, производство дешёвых, но качественных сборных домов. Программа «Земля-Дома-Дороги» в том же году была передана Главе правительства Владимиру Путину и Президенту Дмитрию Медведеву, однако никаких действий по её реализации предпринято не было.

### Мировой финансовый кризис
В интервью на конференции в рамках Ассоциации мировой экономики Явлинский заявил, что общая болезнь для всех государств конца ХХ-го начала XXI-го века это слияние бизнеса с государством. Результатом этого стал кризис в США. А слияние Уолл-стрита с Белым Домом парализовало все возможности президента США Барака Обамы кроме как вливать свежие деньги в старую экономику. А это, согласно Явлинскому, не может иметь перспективы в силу уровня государственного долга и принимающихся решений, поэтому качество государства оставляет желать лучшего.
По мнению Григория Явлинского причина мирового финансового кризиса 2008-09 в том, что из-за появления страхования на выдаваемые кредиты, резко возросло их число и объёмы. Но надёжность заёмщиков снизилась в результате создавшегося впечатления, что кредиты выдавать безопасно, так как в случае неплатёжеспособности, кредитору будет выплачена страховка. А поскольку было выдано очень много ненадёжных кредитов, то в какой-то момент множество заёмщиков одновременно оказались неплатёжеспособными. Такое количество страховок выплатить оказалось невозможно, и деньги кредиторам перестали возвращаться. Таким образом крупнейшие банки и инвестиционные компании превратились в банкротов.
Выход из кризиса по словам Явлинского в том, чтобы банкротить всех финансистов и банкиров, приведших к нему. Но поскольку их очень много, а экономика во многом связана с ними, это может привести к большим социальным проблемам. Кроме того, они очень сильно интегрированы в американские властные элиты. Поэтому, и из опасений социального взрыва, правительство США спасает банкротов бюджетными деньгами, то есть за счёт налогоплательщиков. Помогая тем, кто несёт ответственность за создание кризиса, власти надеются, что экономика, получив гигантские вливания, заработает и начнёт расти. Но несмотря на полуторатриллионные вложения администрацией Буша и Обамы ничего не меняется, экономическая активность не растёт из-за недоверия рынков.

## 2010-е годы

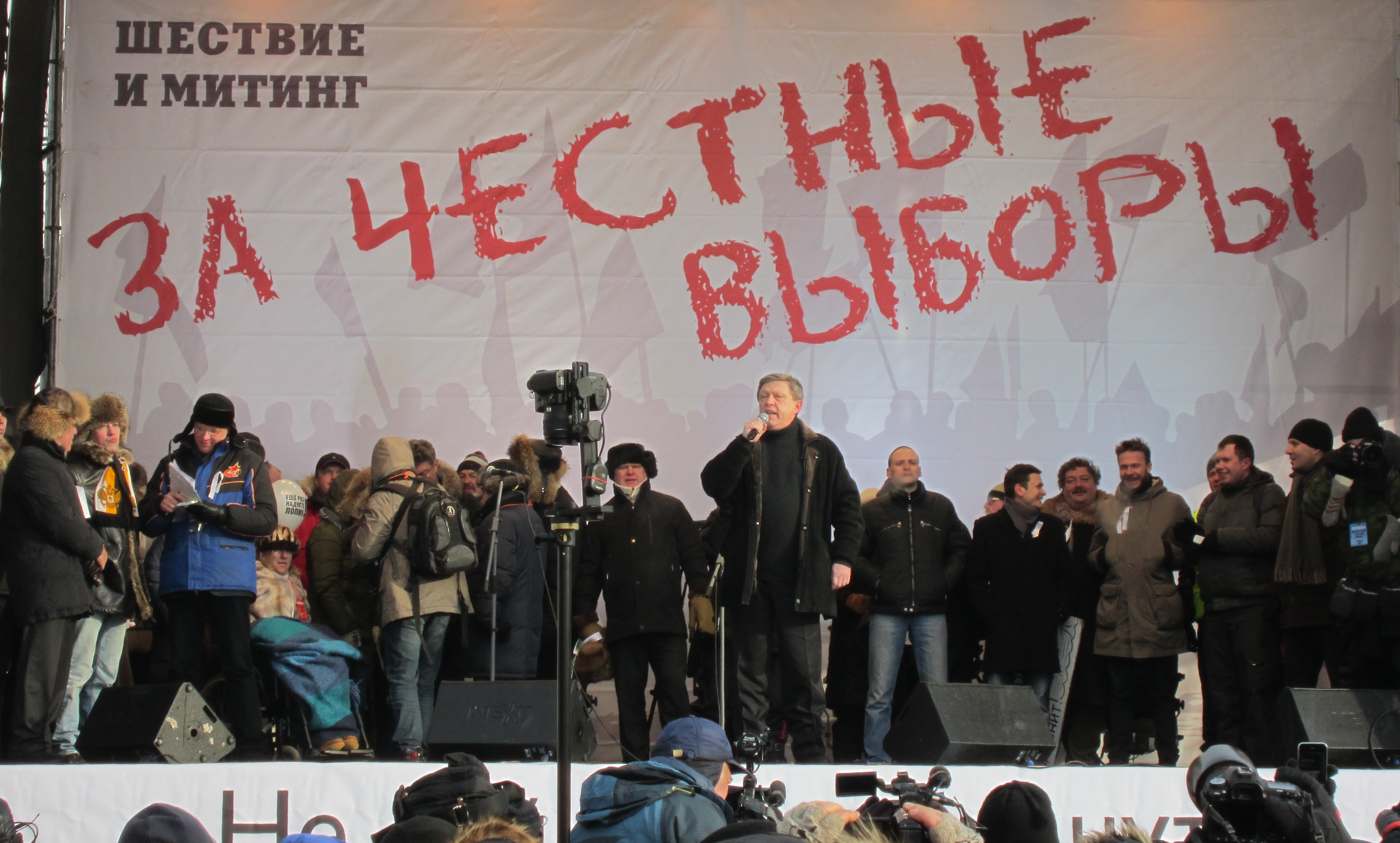

### Выборы 2011—2012 годов
В ночь с 10 на 11 сентября 2011 года на XVI съезде «Яблока» было решено, что избирательный список партии на выборах в Государственную Думу 4 декабря 2011 года возглавит Григорий Явлинский.
По официальным результатам голосования, прошедшего 4 декабря 2011 года, партия не преодолела пятипроцентный барьер и мест в парламенте не получила. Тем не менее, набрала больше, чем на предыдущих выборах, получив 3,43 %, что гарантировало партии государственное финансирование. «Яблоку» также удалось провести своих депутатов в трёх регионах, в том числе, в Законодательное собрание Санкт-Петербурга: здесь партия получила 12,5 % голосов и 6 мандатов. Явлинский, также возглавлявший партийный список на этих выборах, согласился возглавить фракцию «Яблоко» в Петербурге. Он получил депутатский мандат 14 декабря 2011 года.
19 декабря 2011 года съезд партии «Яблоко» выдвинул Явлинского кандидатом на пост президента России на выборах, которые были назначены на 4 марта 2012 года. 18 января 2012 года он сдал в ЦИК необходимые для участия в выборах два миллиона подписей избирателей в свою поддержку. ЦИК после проверки подписей выявил наличие ксерокопий подписей и отказал Явлинскому в регистрации кандидатом, забраковав 25,66 % представленных подписей.
8 февраля 2012 года Верховный суд РФ рассмотрел жалобу Явлинского на решение ЦИК РФ, но признал отказ в регистрации законным. Сам Явлинский прокомментировал снятие своей кандидатуры с выборов политическими мотивами.
Явлинский активно поддержал акции протеста против фальсификаций на выборах, прошедшие в России в декабре 2011 — марте 2012 года, неоднократно выступал на митингах «За честные выборы» в Москве. 14 и 15 мая посетил Исаакиевскую площадь в Санкт-Петербурге, где располагался оппозиционный лагерь. 6 мая и 12 июня участвовал в «Марше миллионов» в Москве.

### Работа в Законодательном собрании Санкт-Петербурга. 2011—2016 годы
На выборах депутатов Законодательного собрания Петербурга V созыва Григорий Явлинский стал единственным кандидатом в общегородской части списка «Яблока», таким образом, возглавив партию на выборах Санкт-Петербурга. По официальным данным, партия получила 12,5 % голосов и образовала в городском парламенте фракцию в составе 6 депутатов.
Во время избирательной кампании Явлинский вместе с другими кандидатами «Яблока» подписал «публичное соглашение» с петербуржцами. В нём был пункт о том, что в случае прохода в Законодательное собрание, фракция в полном составе откажется от служебных автомобилей. Фракция слово сдержала. Эта мера сэкономила для городского бюджета 900 000 рублей в месяц.
В течение всего депутатского срока, с декабря 2011 по сентябрь 2016 гг., живя в Москве, несколько дней в неделю Явлинский работал в Петербурге — участвовал в пленарных заседаниях, заседаниях комитетов, вел прием граждан.
Городской бюджет стал одним из приоритетов депутатской работы Григория Явлинского. В 2012 году он разработал большой проект поправок в закон о бюджетном процессе, направленный на обеспечение прозрачности, эффективности и содержательности процесса рассмотрения законов о бюджете. Под конец его депутатского срока законопроект был принят в первом чтении.
В том же году Явлинский предложил изменения в регламент бюджетно-финансового комитета Заксобрания, направленные на повышение его прозрачности и улучшение контроля за бюджетным планированием. Лидер фракции «Яблоко» предал огласке факты политической коррупции при принятии бюджета: от 0,2 до 2 % его объёма переходит в пользование тех депутатов, которые готовы поддерживать этот документ и остальные инициативы городской администрации.
В конце 2014 г. Явлинский предложил губернатору Санкт-Петербурга Георгию Полтавченко создать комиссию по повышению эффективности бюджетных расходов. Полтавченко поддержал это предложение и заявил о своем намерении лично её возглавить. Комиссия была создана в начале 2015 года.
Ряд депутатских инициатив Явлинского касались совершенствования работы правоохранительной системы, в частности депутат выступил за общественную (а не внутриведомственную) переаттестацию полицейских и разработал поправки в федеральный закон «О полиции», обязывающие устанавливать видеокамеры в служебных помещениях и автотранспорте полиции.
В ЗАКСе Явлинский также боролся с федеральным и региональным законами о капитальном ремонте, ограничивающими права собственников квартир. Явлинский разработал для Петербурга закон, позволяющий самостоятельно распоряжаться собственными средствами на капитальный ремонт, а не передавать их в специальный фонд. Закон также предусматривал сохранение за государством обязанности сделать капремонт в домах, где его должны были провести до 1991 года. Для исполнения своего закона о капремонте Явлинский также разработал комплексную программу капитального ремонта и модернизации системы теплоснабжения. Её принятие позволило бы значительно (минимум на 50 %) понизить платежи петербуржцев за тепло.
За время работы в ЗАКСе Явлинский подготовил концептуальную стратегию «Большой Петербург. XXI век», в которой совмещены экономический, пространственный и временной подходы развития всей агломерации Петербурга и Ленинградской области — Большого Петербурга. В феврале 2015 г. она была представлена губернатору города Георгию Полтавченко, а в апреле того же года Явлинский рассказал о документе представителям власти и бизнеса Санкт-Петербурга и Ленинградской области на первой стратегической сессии, проходившей в рамках подготовки к форуму «Гармония многогранности».
За пять лет работы фракции «Яблока» под руководством Явлинского в Законодательном собрании V созыва парламент Петербурга принял четверть из почти 100 законодательных инициатив, внесенных депутатами «Яблока».

### События на Украине 2014 года и война в Донбассе
В конце февраля 2014 года Григорий Явлинский опубликовал в российской газете «Ведомости» статью под заголовком «Россия создает вокруг себя пояс нестабильности». В ней Явлинский отмечал, что до конца осени 2013 г. на Украине действовал общественный договор: люди готовы терпеть Януковича, пока идёт движение в Европу. Накануне подписания договора об ассоциации с Евросоюзом было понятно, что выбор в пользу Европы не раскалывает, а объединяет страну, отмечал он. Явлинский отмечал, что при всех серьёзнейших внутриукраинских факторах возникшего кризиса, его главная причина в том, что происходит в России:
Противоестественный отказ России двигаться по европейскому пути означает разрыв постсоветского пространства. Украинский кризис — следствие этого разрыва. Вместо того, чтобы двигаться вместе с Украиной в европейском направлении, Россия пытается тащить Украину в противоположную сторону. Своим отказом от европейского вектора движения Россия создает значительный пояс нестабильности, поскольку практически все её западные и даже южные соседи, в конечном счете, стремятся в Европу, следовательно, во всех этих странах будут весьма серьёзные силы, борющиеся против планов России их «держать и не пущать». Раньше или позже нестабильность, вызванная ошибочным антиевропейским курсом, придет и в саму Россию.
16 марта 2014 года, в день проведения референдума в Крыму, Григорий Явлинский опубликовал в «Новой газете» статью «Мир и война. Как добиться первого и не допустить второго». В ней он выдвигал следующие тезисы:
Позиция и действия официальных властей России в отношении Украины и в связи с происходящими там событиями — опасная политическая авантюра.
Мы считаем абсолютно неприемлемой постановку вопроса о применении российских войск на территории Украины. Это — позиция «Яблока».
Мы также считаем ошибкой государственного масштаба операцию по отделению Крыма от Украины и его аннексии.
Основа такой политики руководства нашей страны понятна. Это популярное в околовластных кругах позиционирование Украины как «несостоявшегося государства». Там принято считать, что подталкивание Украины к политической деградации и территориальному распаду или же её превращение в марионеточное государство — в интересах России.
Мы уверены, что в интересах России — немедленный отход от такой идеологии и прекращение такой политики.

Ближайшим следствием аннексии Крыма станет превращение России в страну с нулевой репутацией и международно непризнанными границами.
В этой же статье Явлинский призывал к незамедлительному созыву Международной конференции по политическим, правовым и военным вопросам, связанным с Украиной, в частности, по всему комплексу вопросов Крыма. В октябре 2014 г. Федеральный политкомитет партии «Яблоко», по инициативе Григория Явлинского, принял решение с оценкой событий в Донбассе:
Аннексия Крыма и передача российского оружия так называемым «сепаратистам», направление к ним добровольцев, пропагандистское и военное сопровождение со стороны России, — всё это укладывается в понятие «разжигание войны».
13 декабря 2014 года, на заседании федерального совета партии «Яблоко», Григорий Явлинский высказался за создание между Россией и Украиной «пояса безопасности» с участием международных наблюдателей, переговоры с руководством Украины, вывод с её территории наёмников и техники, предоставление гарантий населению, итогом должен стать «легитимный референдум» о статусе Крыма, организованный по украинским законам «чтобы эта проблема не преследовала Россию всю жизнь», «Нужно сказать: да, Крым не наш». Вместе с тем Явлинский считал что будущее Крыма должны определять жители полуострова на основе соответствующего законодательства: «Мы не считаем законным референдум 16 марта 2014 года, спешно и вне всяких правил, законов и норм проведённый под „охраной“ российских Вооружённых сил»..
Тема войны в Донбассе и аннексии Крыма были главными в повестке Явлинского в ходе избирательной кампании в Государственную думу VII созыва в 2016 году. Во время предвыборной агитации Явлинский неоднократно выступал на федеральных телеканалах, где критиковал политику Кремля в Украине, а также заявлял об участии российских граждан в военных действиях на территории Украины.
В 2017 году Григорий Явлинский разработал план урегулирования в Донбассе, состоящий из 10 пунктов. План предполагал обеспечение реальной и долгосрочной безопасности жителей региона и остановку войны. Этот план был одним из ключевых программных документов президентской кампании Явлинского 2018 года.

### Выборы в Государственную Думу 2016 года
В июле 2016 года прошел съезд партии «Яблоко», на котором был сформирован избирательный список кандидатов от партии на выборы в Государственную Думу VII созыва. По итогам голосования на съезде партии в июле Григорий Явлинский возглавил федеральный список «Яблока» на выборах в Госдуму. В первую десятку объединённого федерального списка «Яблока» вошли также представители других партий и движений — среди них Владимир Рыжков, Дмитрий Гудков, Галина Ширшина.
Явлинский призывал рассматривать избирательную кампанию в Государственную думу исключительно как этап подготовки к президентским выборам 2018 года. 23 апреля на заседании Политического комитета партии «Яблоко» Григорий Явлинский заявил, что такие действия власти в 2016 году, как расширение полномочий сотрудников правоохранительных органов в законе «О полиции» и создание Росгвардии, являются подготовкой к президентским выборам 2018 года, которые станут «точкой бифуркации».
На съезде партии «Яблоко» в июле 2016 года Явлинский заявил, что общество должно сформировать полноценную альтернативу Владимиру Путину на предстоящих через два года президентских выборах и начать бороться за этот выбор.
Эксперты «Яблока» разработали пакет из более чем 140 законопроектов в 20 различных сферах жизни, которые намерены были внести в Госдуму в случае создания фракции. Среди законопроектов были и разработанная Григорием Явлинским программа «Земля — Дома — Дороги», и комплекс законов по преодолению последствий криминальной приватизации середины 1990-х. Кроме того, Явлинский предложил власти свой Экономический манифест: главным элементом экономической программы действий должно быть принятие ясного и недвусмысленного политического решения в пользу экономического развития и роста как приоритетной цели не только экономической, а государственной, а не только экономической политики.
Явлинский представлял партию в предвыборных дебатах на федеральных телеканалах и радиостанциях, где постоянно говорил о необходимости урегулирования военного конфликта в Донбассе и решения вопроса Крыма. В своих выступлениях он указывал на преступность войны России с Украиной и бессмысленность военной операции в Сирии. Экономика, по его словам, уничтожается политикой, и если это не остановить, Россия в скором времени навсегда может оказаться в числе неразвитых стран, что, с учётом её размеров и границ с самыми нестабильными регионами, неминуемо приведет к развалу страны.

На выборах 18 сентября партия «Яблоко» по официальным данным получила 1,99 % (1 051 535 голосов). Сразу после объявления результатов руководство партии заявило об отказе признавать итоги выборов, обвинив власти в манипуляциях с явкой избирателей и в фальсификациях голосования. Федеральный политкомитет партии, которым руководит Григорий Явлинский, заявил:
«Государственная Дума впервые в новой российской истории сформирована явным меньшинством населения страны. Поэтому она не представляет российское общество, не является органом народного представительства. Манипуляции с явкой, массовое принудительное голосование, а также прямые фальсификации при подсчете голосов и оформлении протоколов не позволяют признать федеральные выборы, проведённые 18 сентября, честными и легитимными».
Подводя итоги избирательной кампании, Явлинский сказал, что смысл участия «Яблока» в этих выборах заключался в том, чтобы сказать правду: о преступности войны с Украиной, бессмысленности войны в Сирии, необходимости исправить проблему Крыма, исчерпанности экономической системы и об общем тупике, в котором оказалась страна. В этих условиях целью участия партии в выборах, по словам политика, стало создание условий для мирной трансформации системы. По мнению лидера «Яблока», сделать это можно было только путем открытой и очень внятной демонстрации того, что миллионы людей в России поддерживают такую позицию.

### Президентские выборы 2018 года

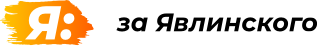
Логотип избирательной кампании

В июне 2015 года в партии «Яблоко» заявили о необходимости формирования персональной альтернативы Владимиру Путину как единственной эффективной стратегии демократической оппозиции и за три года до президентских выборов предложили на эту роль Григория Явлинского, опубликовав решение Федерального политического комитета О политической стратегии партии до 2018 года".
Летом 2017 г. в рамках подготовки к президентским выборам «Яблоко» провело масштабную кампанию за вывод российских войск из Сирии и направление ресурсов на внутренние нужды страны. Отказ от геополитических авантюр в пользу внутреннего развития стал ключевым тезисом президентской программы Явлинского. За короткое время по всей России было собрано более 100 тыс. подписей под этим требованием. Явлинского представил программу «Дорога в будущее», в которой предлагал наладить отношения с Евросоюзом и США, ввести пакет экономических реформ, направленных на поддержку частной собственности, малого и среднего бизнеса.
Вопрос прекращения войны в Донбассе определения статуса Крыма после его российской аннексии, стали ключевыми в предвыборной программе Явлинского. В 2017 году Явлинский разработал план урегулирования в Донбассе, состоящий из 10 пунктов. План предполагал обеспечение реальной и долгосрочной безопасности жителей региона и остановку войны. Этот план был одним из ключевых программных документов президентской кампании Явлинского 2018 года. Теме определения статуса Крыма Явлинский посвятил специальный онлайн-проект под названием «А Крым наш?», где, среди прочего, призывал к проведению международной конференции и объяснял, как не допуститить войны России с Украиной.
Среди других ключевых позиций президентской программы Явлинского были возвращение прямых выборов мэров и губернаторов и новая бюджетная политика. Явлинский настаивал на смене структуры распределения налогов по бюджетной вертикали в пользу регионов и муниципалитетов, а также на изменении приоритетов бюджетных трат — от финансирования силовых структур и госаппарата в пользу социальных расходов.
Главным показателем ущербности нынешнего курса Явлинский называл нарастающую бедность. Именно преодоление бедности и колоссального расслоения общества лидер «Яблока» считал первоочередной задачей, которую должен будет решить новый президент. Для этого кандидат от «Яблока» предлагал такие меры как освобождение от налогов беднейших слоев населения, одноразовый компенсационный налог (Windfall tax) на сверхкрупные доходы, полученные по итогам мошеннических залоговых аукционов, создание персональных счетов граждан, куда будут поступать доходы от продажи природных ресурсов, реализация программы «Земля — Дома — Дороги». Важнейшее место в программе Явлинского занимала реформа судебной системы, обеспечение неприкосновенности частной собственности, самостоятельности СМИ и свободы в Интернете.

Накануне старта избирательной кампании, в середине декабря 2017 г., Григорий Явлинский опубликовал в «Новой газете» статью «Моя правда», в которой писал о том, что предстоящие «выборы» — это не выборы, а «электоральный хеллоуин», и в этих условиях смысл его участия в них — это:
«…борьба за правду в условиях лжи, большевизма и обскурантизма, борьба с настоящей и опасной политической мафией, которая ведет мою страну в обрыв.

Борьба за правду не бывает комфортной — за неё надо платить. Формальные унижения процентами, оскорблениями, грубым давлением, липкой болтовнёй тусовки — это и есть моя плата».
1 ноября 2017 года заработал официальный сайт кампании Явлинского. Начальником штаба избирательной кампании был назначен заместитель председателя партии Николай Рыбаков. 22 декабря 2017 года был официально выдвинут кандидатом в президенты России от партии «Яблоко», 98 голосов «за», «против» — 4. 7 февраля 2018 года был официально зарегистрирован кандидатом в президенты Российской Федерации Центризбиркомом России.
В ходе предвыборных поездок Григорий Явлинский меньше чем за три месяца проехал почти 40 тысяч километров, посетил 20 городов, 16 регионов России.

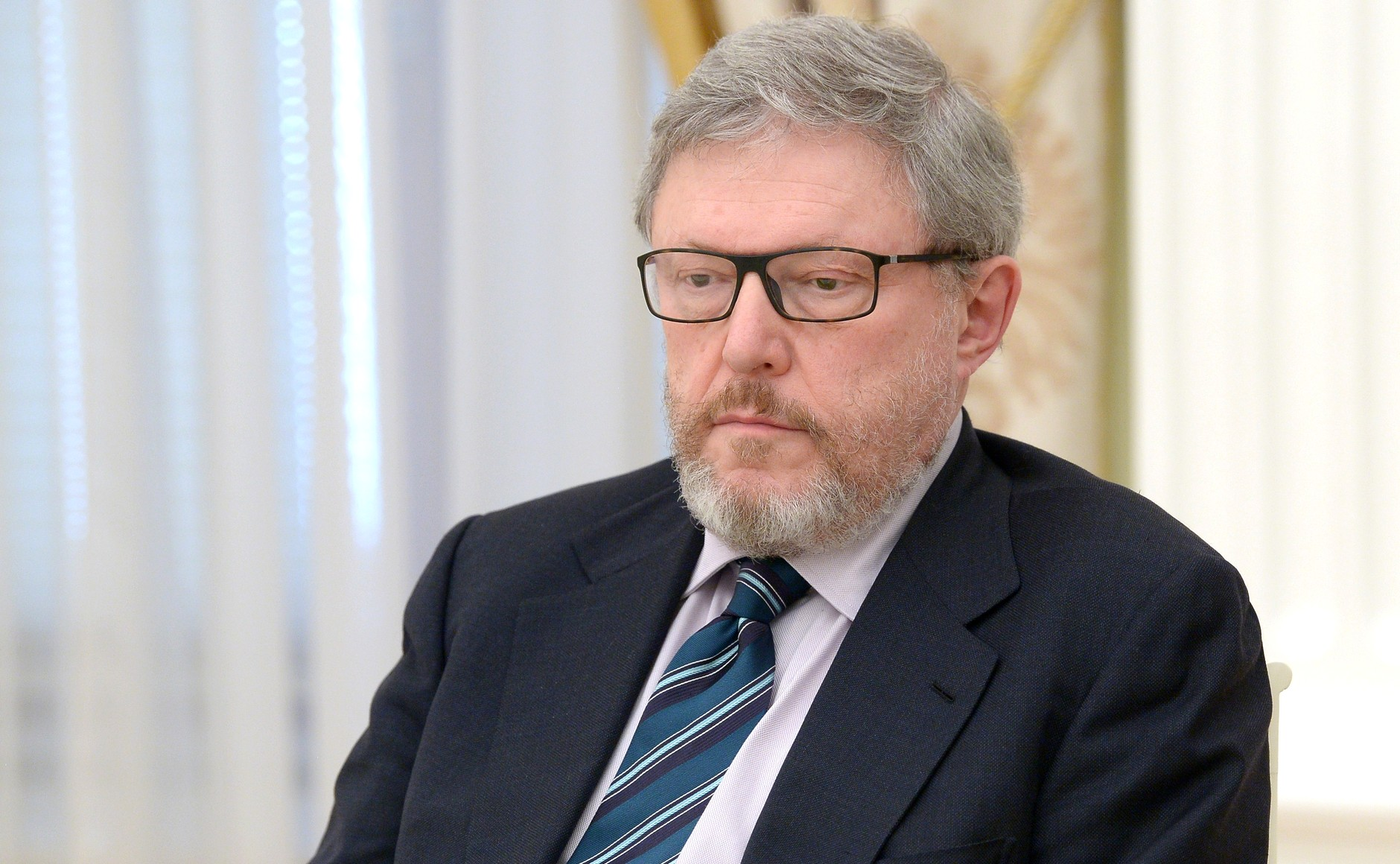
По окончании предвыборной кампании-2018,
19 марта 2018 года

Согласно официальным итогам, в ходе голосования на выборах президента России 18 марта 2018 года Явлинский набрал 1,05 % голосов и занял пятое место. В «Яблоке» подчеркивали, что «результаты этого голосования не являются результатами выборов», поскольку президентские выборы были превращены в «плебисцит относительно поддержки персоны нынешнего президента». Также «Яблоко» выразило недоверие электронным средствам подсчета голосов.

В конце марта 2018 г. Явлинский опубликовал в «Независимой газете» статью под названием «Выборы выиграло подавляющее меньшинство», в которой проанализировал ход избирательной кампании, её итоги и дал прогноз развития ситуации в стране:
«Политика Путина уничтожает экономику, и никаких предпосылок для её изменения нет. Кремль может назначить записного либерала министром, слегка „притушить“ антизападную риторику, что-нибудь сказать о свободах, но главная причина внутренних проблем и внешних санкций не в риторике, а в негодной политической и экономической системе и политическом курсе, который остается неизменным. Поэтому выборы проиграли все: и те, кто в них участвовал, и те, кто призывал к бойкоту, и те, кто просто не пришел, и большинство тех, кто голосовал за Путина, и честные левые, и национал-патриоты. И не просто выборы проиграли — проиграли будущее. Выиграло абсолютное меньшинство, паразитирующее на политике, ведущей страну в опасный тупик. Таков главный смысл произошедшего».

### Протесты против фальсификаций на выборах в Мосгордуму в 2019 году
В июле-августе 2019 г. Явлинский принимал участие в массовых протестных акциях в Москве против незаконного недопущения оппозиционных кандидатов к выборам в Мосгордуму. Явлинский сформулировал 16 требований к властям — чего именно должна добиваться оппозиция в ходе уличных акций. В ходе уличных акций протеста в Москве были задержаны сотни человек, против нескольких десятков были возбуждены уголовные дела. Преследования участников массовых протестов в Москве в 2019 году стали известны как «Московское дело». Явлинский выступал в качестве поручителя на судебном процессе над участником протестов Константином Котовым. 29 сентября 2019 г. Явлинский принял участие в митинге в поддержку политзаключенных и заявил, что люди были правы на летних протестах в Москве.

## 2020-е годы

### Общественная кампания против внесения поправок в Конституцию России
В 2020 году Явлинский выступал с резкой критикой поправок к Конституции России. 21 января 2020 Явлинский объявил о начале работы над альтернативным пакетом поправок к Конституции. В рамках этого проекта было предложено разработать и внести на суд общественности принципиально иные изменения в Конституции. Для этой цели было предложено создать Общественный конституционный совет, в состав которого войдут представители партии, независимые юристы, политологи, правоведы и политики. К работе были подключены ведущие эксперты в области конституционного права в России. В результате проделанной работы был подготовлен пакет поправок, которые, в отличие от путинских, были призваны укрепить Конституцию 1993 года, «реализовать идею расширения участия граждан в жизни государства, сформировать систему подлинного народовластия и верховенства права». Депутаты от партии «Яблоко» в региональных законодательных собраниях внесли альтернативные поправки на рассмотрение в Госдуму. Среди предложенных поправок были следующие пункты:
- ограничить президентские полномочия двумя сроками по 4 года;
- сделать правительство подотчетным парламенту;
- избирать членов Совета Федерации на всеобщих выборах;
- запретить государству владеть СМИ;
- установить пенсионный возраст для мужчин и женщин в 60 лет;
- обязать государство переводить процент от доходов от экспорта природных ресурсов на счета граждан;
- оплачивать из бюджета лечение всех детских заболеваний[186].

С 25 июня по 1 июля в стране было проведено Общероссийское голосование о внесении поправок в Конституцию. Согласно официальным результатам, свыше 78 % граждан проголосовали за путинские поправки (накануне референдума, по данным опроса Левада-Центра, альтернативный пакет поправок Общественного конституционного совета поддержали 28 % россиян, тогда как за поправки Путина высказалось 25 % опрошенных). Сразу после голосования Григорий Явлинский объявил о провальном завершении эпохи постсоветской модернизации и начале процесса разрушения права в масштабе всей страны. В августе была опубликована работа Явлинского «Второе июля. О завершении проигранной эпохи и перспективах», где были подведены итоги почти трех десятилетий неудавшейся постсоветской модернизации России.

### Пандемия COVID-19: антикризисный план Явлинского и «Яблока»
В марте 2020 г. Григорий Явлинский и партия «Яблоко» разработали и предложили к реализации антикризисный план по борьбе с последствиями пандемии. Среди прочего было предложено увеличить расходы на здравоохранение, оказать компенсационную и дотационную помощь пострадавшим материально гражданам, а также ввести целый ряд льгот и послаблений для малого и среднего бизнеса, лишившегося из-за ограничительных мер доходов. Явлинский утверждал, что для реализации антикризисного плана у государства достаточно средств, которые можно выделить из Фонда национального благосостояния и золотовалютных резервов. Однако в планы Кремля не входили такие траты — все финансовые резервы были предназначены, как отмечалось в СМИ, на некий «черный день» и нападение на Украину, подтвердило это. По словам Явлинского, с подготовленным в партии «Яблоко» планом в российском правительстве ознакомились, однако от его реализации отказались. В мае 2020 года в своей статье «После карантина» Явлинский утверждал, что российское государство не будет инвестировать в экономику, потому что Путин готовится к столкновению с Западом и направляет на это все ресурсы.

### Критика Алексея Навального
6 февраля 2021 года, спустя четыре дня после того как Навальному заменили условный срок на реальный, Явлинский опубликовал статью «Без путинизма и популизма», с критикой Алексея Навального. В статье Явлинский высказывает ряд претензий к Навальному и его команде, которые во многом пересекаются с популярными пропагандистскими провластными нарративами, при этом призывая бороться с властью по плану партии «Яблоко». Явлинский утверждает, что политика Алексея Навального противоречит концепции «жизни без страха и репрессий». Он упрекает политика в популизме, вождизме и национализме, напоминая о его участии в «Русских маршах». Кроме того, Явлинский акцентирует внимание на связях Навального с властью и его игнорировании судеб людей, осужденных за участие в уличных протестах. Он также критикует сторонников Навального, обвиняя их в «преступном использовании несовершеннолетних в политических целях». По мнению Явлинского, антикорупционные расследования ФБК не приносят пользы, а только способствуют разжиганию «примитивной социальной розни». В то же время Явлинский призывал к расследованию отравления Навального, при этом критикуя журналистское расследование Belingcat и The Insider отравления.
После выхода статьи сторонники Навального, а также ряд иных политиков подвергли критике Явлинского. Так глава региональных штабов Навального Леонид Волков, заявил что «Явлинский вещает по кремлёвскому темнику», а глава отдела расследований ФБК Мария Певчих написала, что Явлинскому «без таких постов в Госдуму попасть не разрешат», Евгений Ройзман заявил, что его поход на выборы в Госдуму от «Яблока» «стал невозможным». В партии «Яблоко» мнения относительно позиции Явлинского разделились. Лидер «Яблока» Николай Рыбаков заявил, что партия готова сотрудничать на предстоящих выборах в Госдуму со сторонниками Навального, при этом он назвал статью Явлинского правильной, подчеркнув, что «не все представители штабов Навального, например, в вопросе национализма солидарны с ним». Депутат Мосгордумы от «Яблока» Сергей Митрохин сказал «Эху Москвы», что «мнение, которое высказывает Явлинский, распространено в партии». Митрохин считает, что журналисты вырвали слова Явлинского из контекста, и напомнил, что «Яблоко» выступает за освобождение Навального. В то же время, только в самой партии, около трёхсот человек подписали заявление о несогласии с позицией Явлинского, Петербургское отделение «Молодежного Яблока» сообщило, что публикация Явлинского нанесла «политический ущерб партии», замглавы нижегородского «Яблока» Алексей Садомовский отметил что «заявление г-на Явлинского не является общей позицией партии», «Молодежное Яблоко» Новосибирска публично осудило Явлинского, назвав его слова ложью.
Отвечая на критику в свой адрес, 11 февраля Григорий Явлинский опубликовал статью под названием «Вот так просто попасть в палачи: промолчи!», в которой заявил что Навальный «руководит протестами из тюрьмы», а ходить на протесты, организованные сторонниками Навального, опасно для жизни. На следующий день, в интервью Алексею Венедиктову, Явлинский выразил сожаление, если он «кого-то задел» или «сделал неприятное» своей статьёй о Навальном и заявил что критиковал не лично Навального, а «политическую линию, которую он представляет».
В июле 2021 года Григорий Явлинский обратился к сторонникам Алексея Навального с просьбой не голосовать за его партию."У нас принципиально другая политика. Мы не будем проводить политику Навального. Мы не приглашали его сторонников в наши списки. Те, кто хочет голосовать за Навального, за нас голосовать не надо".

### Протест против российского вторжения на территорию Украины
24 января 2022 года, когда ситуация на границе с Украиной стала обостряться, Григорий Явлинский и партия «Яблоко» опубликовали заявление, в котором предупреждалось, что «для России война обернётся необратимыми разрушительными последствиями», а её «политическим следствием станет крушение российской государственности, национальная катастрофа». 27 января Явлинский представил руководству России план конкретных действий, позволяющих не допустить военного противостояния с Украиной и Западом, и предложил посредничество партии «Яблоко» в организации переговорного процесса.
24 февраля 2022 года, после нападения на Украину, Федеральный политический комитет партии «Яблоко» опубликовал антивоенное заявление, подписанное Григорием Явлинским:

В своих публичных выступлениях Явлинский призывает к заключению соглашения о немедленном прекращении огня, обмену пленными и телами погибших и началу мирных переговоров между Россией и Украиной, предлагал лично участвовать в переговорах по обмену пленными и телами погибших. По мнению Явлинского в войне на Украине «виноваты все, включая Запад», также он отказался обсуждать территориальные изменения, обвинив внесистемную оппозицию в поддержке продолжения войны. Явлинский при этом не возлагал ответственность за войну непосредственно на Владимира Путина, он скептически оценил идею вступления Украины в НАТО, критиковал санкционную политику Западных стран.
Есть только один успешный пример территориального мира — это Евросоюз. Объединение европейских государств сделало политически безразличным, на чьей территории теперь находится Эльзас и Лотарингия, за право обладания территорией которых сложили жизни многие тысячи французов и немцев. Принятая всеми участниками Евросоюза идея, согласно которой жизнь человека, его достоинство и его права ценятся выше, чем любые национальные границы, стала залогом мира в Европе.
4 февраля 2023 года в «Новой рассказ-газете» была опубликована статья Григория Явлинского «Прекратите!», в которой содержался призыв к Путину, Зеленскому и Байдену прекратить огонь. 
Соглашение о прекращении огня — самый предварительный, самый первый шаг к любому началу урегулирования. Пока идут боевые действия и гибнут люди, никакие попытки обсуждений или переговоров не имеют смысла. Поэтому в сложившихся обстоятельствах соглашение о прекращении огня является неизбежно первым шагом для любого хоть какого-то позитивного развития событий.
Статья Явлинского, а также его позиция по отношению к российско-украинской войне, неоднократно критиковалась украинской стороной и СМИ. Так российская оппозиция отмечала что позиция Явлинского "уравнивает агрессора и жертву" и частично копирует "нарративы российской власти":.
Григорий Явлинский опубликовал в "Новой рассказ-газете" статью под названием "Прекратите". В ней Явлинский призывает Путина, Зеленского и Байдена прекратить огонь, обвиняет их всех в нежелании это делать и пугает Украину и Запад тем, что, если они не перестанут воевать, Путин применит ядерное оружие.Радио Свобода
В октябре 2023 года Явлинский встретился в закрытом режиме с Владимиром Путиным; по данным партии, темой встречи была «необходимость соглашения о прекращении огня» на линии фронта.

## Состояние здоровья
В течение последних 20 лет Явлинский проходит регулярный курс лечения из-за обостряющихся проблем со здоровьем, прежде всего с сердцем. 18 марта 2012 года был госпитализирован в московскую клинику с приступом стенокардии, вследствие которого врачи рекомендовали ему скорректировать напряжённый график и образ жизни. Из-за этого Явлинский пропустил оппозиционный митинг у Останкино. 27 марта 2012 года выписан из больницы.
27 сентября 2021 года Явлинскому сделали операцию на сердце (абляцию) в одной из московских больниц.

## Семья
Григорий Явлинский женат, имеет двоих сыновей.
Жена — Елена Анатольевна (урождённая Смотряева, род. 1951), инженер-экономист, работала в институте угольного машиностроения (НИИ «Гипроуглемаш») до «перестроечных» сокращений. Вместе с мужем проживает в селе Успенское в Одинцовском районе Московской области.
Родной младший сын, Алексей (род. 1981), в 1999 году окончил частную школу Bedales School в графстве Гэмпшир (Великобритания). В 2007 году защитил Ph.D. диссертацию на тему «Индексация и поиск изображений с помощью автоматизированной аннотации их содержания» («Image indexing and retrieval using automated annotation») в Имперском колледже Лондона под руководством профессора Штефана Рюгера. Работает инженером-исследователем по созданию компьютерных систем.
Приёмный старший сын от первого брака супруги, Михаил (род. 1971), окончил физфак МГУ по кафедре теоретическая физика и специальности «ядерная физика», работает журналистом. С детства занимался музыкой, играл на фортепиано, сочинял. Поздней осенью 1994 года Михаил, вышедший покурить на лестничную клетку университетского общежития, стал жертвой вооружённого нападения двух людей кавказской внешности. Он успел среагировать на удары, но нож повредил сухожилия на двух пальцах, которые не удалось восстановить. После этого случая сыновья Явлинского переехали в Лондон в целях безопасности. Михаил живёт в Лондоне, работает журналистом в русской службе Би-Би-Си.

## Собственность
Согласно справке о доходах и имуществе, поданной в 2018 году, за последние шесть лет доход Явлинского составил 23 млн руб, общие сбережения в банках составляли 60 млн руб. Согласно поданным документам, источниками дохода являлась заработная плата в Законодательном собрании Санкт-Петербурга, университетах, пенсия и доходы от вкладов.

#### Расследование о покупке особняка
В сентябре 2021 года издание The Insider опубликовало расследование, в котором утверждается, что Явлинский во время президентских выборов 2018 года получил 30 миллионов рублей от адвокатского бюро «Инфралекс», оказывающего услуги ряду государственных компаний. Учредитель бюро — деловой партнер жены главы Сбербанка Германа Грефа. Кроме того, согласно расследованию, с октября 2020 года Явлинский владеет особняком в Одинцовском районе Подмосковья площадью почти 400 м2 и стоимостью 55 миллионов рублей. По утверждению The Insider, покупка участка и особняка стала возможной благодаря сотрудничеству политика с «Инфралексом». В «Инфралексе» заявилии, что в начале 2017 года заключили с Явлинским договор на оказание консультационных услуг, в рамках которого политик получает «ежемесячное вознаграждение».
Пресс-секретарь Явлинского заявил, что в рамках договора Явлинский с марта 2017 года «оказывает юристам консультационные услуги, предоставляя аналитику в сфере экономики». При этом особняк «приобретён Явлинским и его супругой за счёт накоплений, аккумулированных за последние 30 лет трудовой деятельности».

## Оценки
Смелый — и в жизни, и в политике. Всегда в оппозиции. <…>  И в то же время — всегда в стороне от реальных политических конфликтов. Вынесенные из начала 1990-х личные обиды на «младореформаторов» до сих пор для него важнее многого прочего. Не заметил потенциала протестов в 2011-м. Не заметил, как его партия растеряла сторонников.
Демократ, но партию создал вождистскую. Еще в 2007-м выжил из «Яблока» восходящую звезду — Алексея Навального за «русский фашизм» <…>  Место главы партии легко уступал — то бесцветному Сергею Митрохину, то малозаметной Эмилии Слабуновой. Но всегда оставался лидером, человеком № 1, затмевающим номинальных вождей <…>

Бескомпромиссный — до глупости. Не готовый уступить ни на йоту, признать чужую правоту, принять предложение о реальной работе в правительстве. Больше таких предложений не будет. Кумир советских интеллигентов, так и оставшихся советскими. Им же — памятник.политолог Дмитрий Орешкин в The New Times, 
Первая встреча приводит к человеку, который выглядит, как британский джентльмен. Безупречный пробор, костюм лучшего покроя. Это – лидер партии "Яблоко" Григорий Явлинский, своего рода динозавр российской оппозиции. Он похож скорее на менеджера с Уолл-стрит, чем на российского политика. Его программа так же ясно ориентирована на Запад. Явлинский говорит, что его целью является интегрирование России в Евросоюз, что, как он полагает, будет возможным лет через 25.
Однако у него трудности в донесении своих идей до собственного народа, поскольку крупные телеканалы, будучи подконтрольны государству, игнорируют его. А арест Ходорковского напугал возможных спонсоров от экономики. Кроме того, многим россиянам программа Явлинского кажется слишком прозападной и чересчур мало ориентированной на национальные интересы.Rheinischer Merkur, 

### Публикации на русском языке
1. Г. А. Явлинский. Актуальные вопросы хозяйственной самостоятельности предприятий — М.: ЦЭМИ, 1984.
2. Переход к рынку. Концепция программы (экономическая программа «500 дней»). М., 1990 (в соавторстве с М. М. Задорновым, А. Ю. Михайловым, Н. Я. Петраковым, Б. Г. Фёдоровым, С. С. Шаталиным, Т. В. Ярыгиной и др.).
3. Договор об экономическом сообществе и пакет проектов соглашений М., 1991 (совместно с В. Н. Кущенко, Ю. В. Уваровым).
4. Диагноз. М.: Изд-во «Московские новости», 1992 (совместно с М. М. Задорновым, А. Ю. Михайловым, Т. В. Ярыгиной).
5. Г. А. Явлинский. Экономика России. Наследство и возможности. М.: ЭПИцентр, 1995.
6. Г. А. Явлинский. Десять лет. М.: ЭПИцентр, 1999. — 5 000 экз.
7. Г. А. Явлинский. Нижегородский пролог. Экономика и политика в России. М.: ЭПИцентр, 1992. — 11 000 экз.
8. Г. А. Явлинский. Кризис в России: конец системы? Начало пути? М.: ЭПИцентр, 1999. — 10 000 экз.
9. Г. А. Явлинский. О российской политике / Под ред. Ю. А. Здоровова. М.: ЭПИцентр, 1999. — 5 000 экз.
10. Г. А. Явлинский. О российской экономике. М.: ЭПИцентр, 1999.
11. Г. А. Явлинский. Периферийный капитализм. — М.: Интеграл-Информ, 2003.
12. Г. А. Явлинский. Долгосрочная стратегия модернизации страны и экономическая политика // Экономическая наука современной России, 2003, № 4.
13. Г. А. Явлинский. Какую экономику и какое общество мы собираемся построить и как этого добиться? // Вопросы экономики, 2004, № 4.
14. Г. А. Явлинский. Реформы 1990-х и экономическая система современной России: генезис «периферийного капитализма» // Экономический журнал Высшей школы экономики. 2005. Т. 9. № 1. С. 82-96.
15. Г. А. Явлинский. О логике экономических реформ / Препринты. Высшая школа экономики. Серия WP11 «Экономические реформы конца XX века: опыт и уроки новейшей истории», 2006, № 2.
16. Г. А. Явлинский. Российская экономическая система: настоящее и будущее. Политэкономический очерк. М.: Медиум, 2007.
17. Г. А. Явлинский. Необходимость и способы легитимации крупной частной собственности в России: постановка проблемы // Вопросы экономики, 2007, № 9, стр. 4-26.
18. Явлинский Г. А., Брагинский С. В. Стимулы и институты. Переход к рыночной экономике в России. — М.: ГУ-ВШЭ, 2007. — 397 с.
19. Явлинский Г. А., Космынин А. В. Двадцать лет реформ — промежуточные итоги? Российское общество как процесс // Мир России: Социология, этнология. 2011. Т. 20. № 2. Стр. 3-32.
20. Явлинский Г. А., Космынин А. В. Перспективы российского общества в XXI веке — окончательный «уход» или модернизация // Мир России: Социология, этнология. 2011. Т. 20. № 3. Стр. 3-18.
21. Явлинский Г. А. Ложь и легитимность. Двадцать лет реформ. — М.: Российская объединённая демократическая партия «Яблоко», 2011. — 120 с.
22. Г. А. Явлинский, С. С. Митрохин, М. И. Гейликман, Г. В. Глаговский, Л. В. Маругин. Земля-дома-дороги. К жилищному вопросу: стратегия прорыва. — М.: Российская объединённая демократическая партия «Яблоко», 2011.
23. Главное. Основные публикации Григория Явлинского в российских СМИ в 2011—2013 годах.
24. Явлинский Г. А. Мутное время. Статьи, выступления, интервью: 2008 — февраль 2013. — М.: «Медиум», 2013. — 832 с.
25. Явлинский Г. А. Рецессия капитализма — скрытые причины. Realeconomik. М.: Издательский дом НИУ ВШЭ, 2014.
26. Явлинский Г. А. Периферийный авторитаризм. Как и куда пришла Россия. — М.: «Медиум», 2015. — 264 с.
27. Явлинский Г. А., Космынин А. В. Историко-политические заметки: народ, страна, реформы. — М.: «Медиум», 2015. — 248 с.
28. Главное. Основные публикации Григория Явлинского в 2015—2017 годах. М.: РОДП «Яблоко», 2017. — 152 стр — ISBN 978-5-4399-0054-1
29. Явлинский Г. А. Конец эпохи. Статьи, выступления, интервью: март 2013 − июнь 2017. — М.: Издательство «Медиум», 2017. — 916 с. — ISBN 978-5-85691-088-8
30. Явлинский Г. А. Программа «Дорога в будущее». Основные направления президентской программы Григория Явлинского. М.: РОДП «ЯБЛОКО», 2018. — 88 с. — ISBN 978-5-4399-0063-3
31. Главное. Основные публикации Григория Явлинского в 2017—2018 годах. — М.: РОДП «Яблоко», 2018. — 176 c. — ISBN 978-5-4399-0058-9
32. Григорий Явлинский. Потеря будущего. Время тревог и перемен. — М., 2017.
33. Главное. Основные публикации Григория Явлинского. 2018—2019. — М., 2019.
34. Григорий Явлинский. Политическая энтропия. Цифровые технологии и глобализация беспорядка. — М.: «Медиум», 2021. — 188 с. — ISBN 978-5-85691-091-8
35. Явлинский Г. А. Причины. Почему и как появилась политическая система, приведшая к 24 февраля 2022 года. — М.: «Медиум», 2022. — 80 с.: цв. ил. ISBN 978-5-85691-094-9

### Публикации на иностранных языках
1. G. Yavlinsky. Economics and Politics in Russia: Diagnosis. Harvard, 1992.
2. Transition to a Market Economy (500 Days Program). St. Martin’s Press, New York, 1991, на англ.яз. (совместно с Б. Г. Фёдоровым и С. С. Шаталиным).
3. G. Yavlinsky, S. Braguinsky. The Inefficiency of Laissez-Faire in Russia: Hysteresis Effects and the Need for Policy-Led Transformation // Journal of Comparative Economics. Vol. 19, № 1. 1994, pp. 88-116.
4. G. Yavlinsky. An Uncertain Prognosis // Journal of Democracy, Vol. 8, № 1, January 1997, pp. 3-11.
5. G. Yavlinsky. Russia’s Phony Capitalism // Foreign Affairs, 1998. Vol. 77, № 3. (Российский фальшивый капитализм. Перевод Фёдора Анащенкова)
6. S. Braguinsky, G. Yavlinsky. Incentives and Institutions: The Transition to a Market Economy in Russia. Princeton University Press, 2000, 280 pp.
7. G. A. Yavlinsky. Ten years after the Soviet breakup — Going backwards // Journal of Democracy, 2001. Vol. 12, № 4, p. 79-86.
8. G. A. Yavlinsky. Realeconomik. The Hidden Cause of the Great Recession (And How to Avert the Next One) / Пер. с рус.: A. W. Bouis. L., New Haven: Yale University Press, 2011.
9. Grigory Yavlinsky. The Putin System. An Opposing View. Columbia University Press, 2019, 256 pp.